# Émile Levassor
Émile Levassor, francoski dirkač in pionir avtomobilske industrije, * 21. januar 1843, Marolles-en-Hurepoix, Essonne, Francija, † 14. april 1897, Pariz.
Émile Levassor se je rodil 21. januarja 1843 v francoskem mestu Marolles-en-Hurepoix, departma Essonne. Leta 1887 so René Panhard, Emile Levassor in Edouard Sarazin ustanovili avtomobilsko družbo Panhard et Levassor. Kljub svoji visoki starosti prek 50-ih let je Levassor uspešno sodeloval na treh dirkah z dirkalnikom Panhard. Prvič v sezoni 1894 na sploh prvi tovrstni dirki Pariz-Rouen, kjer je bil peti, drugič v sezoni 1895 na dirki Pariz-Bourdeaux-Pariz, na kateri je dosegel svojo edino zmago, in zadnjič na dirki Pariz-Marseille-Pariz v sezoni 1896, ko je bil četrti kljub hujši nesreči, za posledicami katere je umrl 14. aprila 1897.